# Sof'ja Stepanovna Razumovskaja
Contessa Sof'ja Stepanovna Razumovskaja, in russo Софья Степановна Разумовская?, nata Sof'ja Stepanovna Ušakova (11 settembre 1746 – San Pietroburgo, 26 settembre 1803), è stata una nobildonna russa, amante di Paolo I.

## Biografia
Era la figlia dello scrittore Stepan Fëdorovič Ušakov, e di sua moglie, Anna Semënovna.

## Primo matrimonio
Sposò il maggiore generale Michail Petrovič Čertoryžskij (1736-1771), aiutante di campo di Pietro III. Non ebbero figli.
A corte Sof'ja era nota per il suo brio alla luce e all'amore per tutti i tipi di intrattenimento.
Prima del matrimonio del granduca Pavel Petrovič, Caterina II aveva dei dubbi riguardo al matrimonio, a causa della debolezza della sua salute, perciò ordinò a Sof'ja di sperimentare la potenza del suo fascino nel cuore del Granduca. Nel 1772 diede alla luce un figlio, che fu chiamato Semën (1772-1794), e che venne affidato all'imperatrice.

## Secondo matrimonio
Poco dopo la nascita di suo figlio, Sof'ja sposò il conte Pëtr Kirillovič Razumovskij (1751-1823), ciambellano di corte. Sof'ja più vecchia del marito di cinque anni, il quale era innamorato della sorella di lei. Non ebbero figli a causa dei problemi di salute di Sof'ja, che richiedeva un trattamento costante e per questa ragione vissero quasi sempre all'estero: Italia, Svizzera, Paesi Bassi e anche a Parigi e a Montpellier.

## Morte
All'ascesa al trono di Paolo I, suo marito fu richiamato a San Pietroburgo. 
La loro casa fu arredata con molti oggetti di valore, acquistati in Francia durante la rivoluzione. Qui vi morì, poco dopo il suo arrivo in Russia, il 26 settembre 1803. Fu sepolta nel Monastero di Aleksandr Nevskij.